# Řazení vkládáním

Grafická ukázka řazení vkládáním.

Řazení vkládáním, známý jako insertion sort, je jednoduchý řadicí algoritmus založený na porovnávání. Algoritmus řazení vkládáním pracuje tak, že prochází prvky postupně a každý další nesetříděný prvek zařadí na správné místo do již setříděné posloupnosti.
Je to jeden z nejrychlejších algoritmů s kvadratickou časovou složitostí. Je asymptoticky pomalejší než pokročilé algoritmy jako třeba rychlé řazení nebo řazení slučováním, ale má jiné výhody.

## Výhody
- jednoduchá implementace
- efektivní na malých množinách
- efektivní na částečně seřazených množinách (běží v čase {\displaystyle O(N+d)}, kde {\displaystyle d} je počet transpozic prvků množiny)
- efektivnější než většina ostatních {\displaystyle O(N^{2})} algoritmů (řazení výběrem, bublinkové řazení), průměrný čas je {\displaystyle {\frac {N^{2}}{4}}} a v nejlepším případě je dokonce lineární
- řadí stabilně (nemění vzájemné pořadí prvků se stejnými klíči)
- vyžaduje pouze {\displaystyle O(1)} paměti (kromě vlastního vstupu)
- je online algoritmem, tzn. dokáže řadit data tak, jak přicházejí na vstup

## Princip
1. Posloupnost rozdělíme na seřazenou a neseřazenou tak, že seřazená obsahuje první prvek posloupnosti
2. Z neseřazené části vybereme první prvek a zařadíme jej na správné místo v seřazené posloupnosti
3. Prvky v seřazené posloupnosti posuneme o jednu pozici doprava
4. Seřazenou část zvětšíme o jeden prvek. Naopak neseřazenou část o jeden prvek zleva zmenšíme
5. Kroky 2–5 aplikujeme až do úplného seřazení neseřazené části

## Algoritmus
```
razeniVkladanim(A)
   
pro
 i 
od
 1 
do
 počtu prvků 
opakuj:

       hodnota = A[i];
       j = i-1;
       
pokud
 j >= 0 
a zároveň
 A[j] > hodnota 
opakuj:

           A[j+1] = A[j];
           A[j] = hodnota;
           j--;
```